# John C. West
John Carl West, född 27 augusti 1922 i Camden i South Carolina, död 21 mars 2004 i Hilton Head Island i South Carolina, var en amerikansk demokratisk politiker och diplomat. Han var South Carolinas viceguvernör 1967–1971, guvernör 1971–1975 och USA:s ambassadör i Saudiarabien 1977–1981.

## Biografi
West utexaminerades 1942 från militärhögskolan The Citadel och avlade 1948 juristexamen vid University of South Carolina. Han tjänstgjorde i USA:s armé under andra världskriget och befordrades till major. Under tiden som juridikstuderande undervisade han deltid vid University of South Carolina och inledde sedan 1948 sin karriär som advokat i South Carolina. År 1955 tillträdde han som ledamot av South Carolinas senat och 1967 tillträdde han sedan viceguvernösämbetet.
West efterträdde 1971 Robert Evander McNair som South Carolinas guvernör och efterträddes 1975 av James B. Edwards. År 1977 efterträdde han William J. Porter som ambassadör i Saudiarabien och efterträddes 1981 av Robert G. Neumann.
West avled 2004 och gravsattes i Camden.